# سورة فصلت
سورة فُصِّلَتْ سورة مكية، السورة من المثاني، آياتها 54، وترتيبها في المصحف 41، في الجزء الرابع والعشرين، بدأت بحروف مقطعة، وهي من مجموعة سور «الحواميم» التي تبدأ بالحروف المقطعة ﴿حم ۝١﴾ [فصلت:1]، نزلت بعد سورة غافر. 

## ما تتضمنه السورة
قضية العقيدة بحقائقها الأساسية هي التي تعالجها هذه السورة: الألوهية الواحدة والحياة والآخرة، والوحي بالرسالة، يضاف إليها طريق الدعوة إلى الله وخلق الداعية.وكل مافي السورة هو شرح لهذه الحقائق، واستدلال عليها. وعرض لآيات الله في الأنفس والآفاق وتحذير من التكذيب بها، وتذكير بمصارع المكذبين في الأجيال السابقة، وعرض لمشاهد المكذبين يوم القيامة وبيان أن المكذبين من الجن والإنس هم وحدهم الذين لا يسلمون بهذه الحقائق ولا يستسلمون لله وحده، بينما السماء والأرض والشمس والقمر والملائكة، كلهم يسجدون لله ويخشعون ويسلمون ويستسلمون.
فعن حقيقة الألوهية الواحدة يرد في مطلع السورة: قال الله تعالى: ﴿قُلْ إِنَّمَا أَنَا بَشَرٌ مِثْلُكُمْ يُوحَى إِلَيَّ أَنَّمَا إِلَهُكُمْ إِلَهٌ وَاحِدٌ فَاسْتَقِيمُوا إِلَيْهِ وَاسْتَغْفِرُوهُ وَوَيْلٌ لِلْمُشْرِكِينَ ۝٦﴾ [فصلت:6].
وعن قضية الآخرة يرد تهديد للذين لا يؤمنون بالآخرة: قال الله تعالى: ﴿الَّذِينَ لَا يُؤْتُونَ الزَّكَاةَ وَهُمْ بِالْآخِرَةِ هُمْ كَافِرُونَ ۝٧﴾ [فصلت:7].
وعن قضية الوحي يرد كلام كثير يكاد يجعل هذا الموضوع هو موضوع السورة الرئيسي. فهي تفتتح به في تفصيل: ﴿حم ۝١ تَنْزِيلٌ مِنَ الرَّحْمَنِ الرَّحِيمِ ۝٢ كِتَابٌ فُصِّلَتْ آيَاتُهُ قُرْآنًا عَرَبِيًّا لِقَوْمٍ يَعْلَمُونَ ۝٣ بَشِيرًا وَنَذِيرًا فَأَعْرَضَ أَكْثَرُهُمْ فَهُمْ لَا يَسْمَعُونَ ۝٤ وَقَالُوا قُلُوبُنَا فِي أَكِنَّةٍ مِمَّا تَدْعُونَا إِلَيْهِ وَفِي آذَانِنَا وَقْرٌ وَمِنْ بَيْنِنَا وَبَيْنِكَ حِجَابٌ فَاعْمَلْ إِنَّنَا عَامِلُونَ ۝٥ قُلْ إِنَّمَا أَنَا بَشَرٌ مِثْلُكُمْ يُوحَى إِلَيَّ أَنَّمَا إِلَهُكُمْ إِلَهٌ وَاحِدٌ فَاسْتَقِيمُوا إِلَيْهِ وَاسْتَغْفِرُوهُ وَوَيْلٌ لِلْمُشْرِكِينَ ۝٦﴾ [فصلت:1–6].
وأما عن طريق الدعوة وخلق الداعية فيرد قوله تعالى: ﴿وَمَنْ أَحْسَنُ قَوْلًا مِمَّنْ دَعَا إِلَى اللَّهِ وَعَمِلَ صَالِحًا وَقَالَ إِنَّنِي مِنَ الْمُسْلِمِينَ ۝٣٣﴾ [فصلت:33].
ومن مصارع الغابرين يصور مصرع عاد وثمود - قال الله تعالى: ﴿فَأَمَّا عَادٌ فَاسْتَكْبَرُوا فِي الْأَرْضِ بِغَيْرِ الْحَقِّ وَقَالُوا مَنْ أَشَدُّ مِنَّا قُوَّةً أَوَلَمْ يَرَوْا أَنَّ اللَّهَ الَّذِي خَلَقَهُمْ هُوَ أَشَدُّ مِنْهُمْ قُوَّةً وَكَانُوا بِآيَاتِنَا يَجْحَدُونَ ۝١٥﴾ [فصلت:15].
ومن مشاهد يوم القيامة المؤثرة في هذه السورة: ﴿وَيَوْمَ يُحْشَرُ أَعْدَاءُ اللَّهِ إِلَى النَّارِ فَهُمْ يُوزَعُونَ ۝١٩ حَتَّى إِذَا مَا جَاءُوهَا شَهِدَ عَلَيْهِمْ سَمْعُهُمْ وَأَبْصَارُهُمْ وَجُلُودُهُمْ بِمَا كَانُوا يَعْمَلُونَ ۝٢٠ وَقَالُوا لِجُلُودِهِمْ لِمَ شَهِدْتُمْ عَلَيْنَا قَالُوا أَنْطَقَنَا اللَّهُ الَّذِي أَنْطَقَ كُلَّ شَيْءٍ وَهُوَ خَلَقَكُمْ أَوَّلَ مَرَّةٍ وَإِلَيْهِ تُرْجَعُونَ ۝٢١﴾ [فصلت:19–21].
ويجري سياق السورة بموضوعاتها ومؤثراتها في شوطين اثنين، متماسكي الحلقات...
الشوط الأول يبدأ بالآيات التي تتحدث عن تنزيل الكتاب وطبيعته وموقف المشركين منه، تليها قصة خلق السماوات والأرض، فقصة عاد وثمود ومشهدهم في الآخرة، ويلي هذا ماجاء عن الدعوة والداعية.
والشوط الثاني يتحدث عن آيات الله من الليل والنهار والشمس والقمر والملائكة والأرض الخاشعة والحياة التي تهتز فيها وتربو بعد الموات، ويلي هذا الحديث عن الذين يلحدون في آيات الله وفي كتابه، ثم الحديث عن النفس البشرية وحرص الإنسان على نفسه فيكذب ويكفر غير محتاط لما يعقب هذا التكذيب من دمار وعذاب.
وتختم السورة بوعد الله أن يكشف عن آياته في الأنفس وفي الآفاق: قال الله تعالى: ﴿سَنُرِيهِمْ آيَاتِنَا فِي الْآفَاقِ وَفِي أَنْفُسِهِمْ حَتَّى يَتَبَيَّنَ لَهُمْ أَنَّهُ الْحَقُّ أَوَلَمْ يَكْفِ بِرَبِّكَ أَنَّهُ عَلَى كُلِّ شَيْءٍ شَهِيدٌ ۝٥٣﴾ [فصلت:53].

## أسباب النزول
أسباب نزول الآية (22): عن ابن مسعود قال: اختصم عند البيت ثلاثة نفر، قرشيان وثقفي، أو ثقفيان وقرشي فقال بعضهم: أترون الله يسمع ما نقول؟ فقال الآخر يسمع إن جهرنا، ولا يسمع أن أخفينا، وقال الآخر: إن كان يسمع إذا جهرنا فهو يسمع إذا أخفينا، فأنزل الله الآيتين. رواه الشيخان.
1. عن ابن مسعود في هذه الآية ﴿وَمَا كُنْتُم تَسْتَتِرُونَ أنْ يَشْهَدَ عَلِيْكُم سَمْعُكُمْ ولاَ أَبْصَارُكُمْ …﴾ [فصلت:22] الآية قال: كان رجلان من ثقيف وختن لهما من قريش أو رجلان من قريش وختن لهما من ثقيف في بيت فقال بعضهم: أترون الله يسمع نجوانا أو حديثنا؟ فقال بعضهم: قد سمع بعضه ولم يسمع بعضه، قالوا: لئن كان يسمع بعضه لقد سمع كله؛ فنزلت هذه الآية ﴿وَمَا كُنْتُم تَسْتَتِرُونَ أنْ يَشْهَدَ عَلِيْكُم سَمْعُكُمْ ولاَ أَبْصَارُكُمْ …﴾ [فصلت:22] الآية. رواه البخاري عن الحميدي ورواه مسلم عن أبي عمر كلاهما عن سفيان عن منصور.
2. قال عطاء عن ابن عباس نزلت هذه الآية في أبي بكر وذلك أن المشركين قالوا: ربنا الله والملائكة بناته وهؤلاء شفعاؤنا عند الله؛ فلم يستقيموا وقالت اليهود: ربنا الله وعزيز ابنه ومحمد ليس بنبي؛ فلم يستقيموا وقال أبو بكر: ربنا الله وحده لا شريك له ومحمد عبده ورسوله واستقام.

## سجدة فصلت
آية السجود في السورة موقعها في إحدى الآيتين من السورة: ﴿وَمِنْ آيَاتِهِ اللَّيْلُ وَالنَّهَارُ وَالشَّمْسُ وَالْقَمَرُ لَا تَسْجُدُوا لِلشَّمْسِ وَلَا لِلْقَمَرِ وَاسْجُدُوا لِلَّهِ الَّذِي خَلَقَهُنَّ إِنْ كُنْتُمْ إِيَّاهُ تَعْبُدُونَ ۝٣٧ فَإِنِ اسْتَكْبَرُوا فَالَّذِينَ عِنْدَ رَبِّكَ يُسَبِّحُونَ لَهُ بِاللَّيْلِ وَالنَّهَارِ وَهُمْ لَا يَسْأَمُونَ ۝٣٨﴾ [فصلت:37–38]
وهي آية سجود متفق عليها، وهي آخر آية سجودٍ في المصحف عند المالكية،  إلا أن هناك خلافاً حول موضع السجود فيها، فهو عند مالك بعد الآية الأولى "إن كنتم إياه تعبدون"، وهو عند ابن وهب، والشافعي بعد الآية الثانية "وهم لا يسأمون".
والخلاف حول موضع السجود في السورة يرجع على الأرجح إلى خلاف الصحابة، والتابعين حول ذلك، فقد كان عليُّ، وابن مسعودٍ يسجدان بعد لفظ "تعبدون"، وكان ابن عباسٍ، يسجد بعد لفظ "يسأمون". ورُوي عن ابن عمر قوله:" اسجدوا بالآخرة منهما" (أي بعد "يسأمون"). كما يُروى عن مسروق، وأبي عبد الرحمن السلمي، وإبراهيم النخعي، وأبي صالح، ويحيى بن وثاب، وطلحة، والحسن، ابن سيرين، وأبو وائل، وقتادة، وبكر بن عبد الله سجودهم بعد لفظ "يسأمون".